# Mora (Espanha)
Mora é um município da Espanha na província de Toledo, comunidade autónoma de Castilla-La Mancha, de área 169,6 km² com população de 10072 habitantes (2006) e densidade populacional de 58,31 hab/km².

## Demografia
| Variação demográfica do município entre 1991 e 2004 | Variação demográfica do município entre 1991 e 2004 | Variação demográfica do município entre 1991 e 2004 | Variação demográfica do município entre 1991 e 2004 |
| --------------------------------------------------- | --------------------------------------------------- | --------------------------------------------------- | --------------------------------------------------- |
| 1991                                                | 1996                                                | 2001                                                | 2004                                                |
| 9302                                                | 9312                                                | 9485                                                | 9814                                                |

## Património
- Câmara Municipal (estilo neomudéjar)
- Casa de los Sueltos
- Casino
- Castelo de Peñas Negras